# Добервілл (Пенсільванія)
Добервілл (англ. Dauberville) — переписна місцевість (CDP) в США, в окрузі Беркс штату Пенсільванія. Населення — 762 особи (2020).

## Географія
Добервілл розташований за координатами 40°27′38″ пн. ш. 75°59′42″ зх. д. / 40.46056° пн. ш. 75.99500° зх. д. (40.460569, -75.994971).  За даними Бюро перепису населення США в 2010 році переписна місцевість мала площу 5,47 км², з яких 5,43 км² — суходіл та 0,04 км² — водойми.

## Демографія
Згідно з переписом 2010 року, у переписній місцевості мешкало 848 осіб у 313 домогосподарствах у складі 245 родин. Густота населення становила 155 осіб/км².  Було 330 помешкань (60/км²).
Расовий склад населення:
| - 97,4 % — білих - 1,7 % — чорних або афроамериканців |

До двох чи більше рас належало 0,5 %. Частка іспаномовних становила 2,4 % від усіх жителів.
За віковим діапазоном населення розподілялося таким чином: 23,2 % — особи молодші 18 років, 67,5 % — особи у віці 18—64 років, 9,3 % — особи у віці 65 років та старші. Медіана віку мешканця становила 42,9 року. На 100 осіб жіночої статі у переписній місцевості припадало 109,4 чоловіків;  на 100 жінок у віці від 18 років та старших — 106,0 чоловіків також старших 18 років.
Середній дохід на одне домашнє господарство  становив 81 593 долари США (медіана — 73 182), а середній дохід на одну сім'ю — 86 153 долари (медіана — 72 250). За межею бідності перебувало 1,1 % осіб, у тому числі 0,0 % дітей у віці до 18 років та 0,0 % осіб у віці 65 років та старших.
Цивільне працевлаштоване населення становило 542 особи. Основні галузі зайнятості: виробництво — 29,7 %, освіта, охорона здоров'я та соціальна допомога — 29,7 %, роздрібна торгівля — 15,9 %, науковці, спеціалісти, менеджери — 7,0 %.